# Ваља Попиј (Михаешти)
Ваља Попиј (рум. Valea Popii) насеље је у Румунији у округу Арђеш у општини Михаешти. Oпштина се налази на надморској висини од 444 m.

## Становништво
Према подацима из 2002. године у насељу је живело 1000 становника, од којих су сви румунске националности.